# A Roswell epizódjainak listája
Ez a cikk a Roswell című sorozat epizódjait tartalmazza.

## Évados áttekintés
| Évad | Évad | Epizódok | Eredeti sugárzás | Eredeti sugárzás | Eredeti adó |
| Évad | Évad | Epizódok | Évadpremier      | Évadfinálé       | Eredeti adó |
| ---- | ---- | -------- | ---------------- | ---------------- | ----------- |
|      | 1    | 22       | 1999. október 6. | 2000. május 15.  | The WB      |
|      | 2    | 21       | 2000. október 2. | 2001. május 21.  | The WB      |
|      | 3    | 18       | 2001. október 9. | 2002. május 14.  | UPN         |

## 1. évad (1999-2000)
| Sor. | Év. | Cím                      | Rendező             | Író                                                               | Premier            | Nézettség   |
| ---- | --- | ------------------------ | ------------------- | ----------------------------------------------------------------- | ------------------ | ----------- |
| 1.   | 1.  | Pilot                    | David Nutter        | Jason Katims                                                      | 1999. október 6.   | 6,71 millió |
| 2.   | 2.  | The Morning After        | David Nutter        | Jason Katims                                                      | 1999. október 13.  | 5,44 millió |
| 3.   | 3.  | Monsters                 | David Semel         | Jason Katims és Thania St. John                                   | 1999. október 20.  | 4,90 millió |
| 4.   | 4.  | Leaving Normal           | Chris Long          | Jason Katims                                                      | 1999. október 27.  | 3,81 millió |
| 5.   | 5.  | Missing                  | David Semel         | Jon Harmon Feldman                                                | 1999. november 3.  | 4,50 millió |
| 6.   | 6.  | 285 South                | Arvin Brown         | William Sind és Thania St. John                                   | 1999. november 10. | 4,24 millió |
| 7.   | 7.  | River Dog                | Jonathan Frakes     | Cheryl Cain                                                       | 1999. november 17. | 4,24 millió |
| 8.   | 8.  | Blood Brother            | David Nutter        | Breen Frazier és Barry Pullman                                    | 1999. november 24. | 3,58 millió |
| 9.   | 9.  | Heat Wave                | Patrick Norris      | Jason Katims                                                      | 1999. december 1.  | 3,61 millió |
| 10.  | 10. | The Balance              | John Behring        | Thania St. John                                                   | 1999. december 15. | 3,48 millió |
| 11.  | 11. | Toy House                | Michael Fields      | Jon Harman Feldman és Jason Katims                                | 2000. január 19.   | 3,62 millió |
| 12.  | 12. | Into the Woods           | Nick Marck          | Thania St. John                                                   | 2000. január 26.   | 3,61 millió |
| 13.  | 13. | The Convention           | Tucker Gates        | Jason Katims és Emily Whitesell                                   | 2000. február 2.   | 3,28 millió |
| 14.  | 14. | Blind Date               | Keith Samples       | Thania St. John                                                   | 2000. február 9.   | 3,27 millió |
| 15.  | 15. | Independence Day         | Paul Shapiro        | Toni Graphia                                                      | 2000. február 16.  | 3,66 millió |
| 16.  | 16. | Sexual Healing           | David Semel         | Jan Oxenberg                                                      | 2000. március 1.   | 3,63 millió |
| 17.  | 17. | Crazy                    | James Whitmore, Jr. | Thania St. John                                                   | 2000. április 10.  | 3,78 millió |
| 18.  | 18. | Tess, Lies and Videotape | Paul Shapiro        | Toni Graphia és Richard Whitley                                   | 2000. április 17.  | 3,27 millió |
| 19.  | 19. | Four Square              | Jonathan Frakes     | Thania St. John                                                   | 2000. április 24.  | 3,32 millió |
| 20.  | 20. | Max to the Max           | Patrick Norris      | Toni Graphia                                                      | 2000. május 1.     | 3,47 millió |
| 21.  | 21. | The White Room           | Jonathan Frakes     | Jason Katims és Thania St. John                                   | 2000. május 8.     | 3,23 millió |
| 22.  | 22. | Destiny                  | Patrick Norris      | Történet: Thania St. John Tévéjáték: Toni Graphia és Jason Katims | 2000. május 15.    | 3,81 millió |

## 2. évad (2000-2001)
| Sor. | Év. | Cím                            | Rendező               | Író | Premier            | Nézettség   |
| ---- | --- | ------------------------------ | --------------------- | --- | ------------------ | ----------- |
| 23.  | 1.  | Skin and Bones                 | James A. Contner      | Jason Katims                                                                                           | 2000. október 2.   | 4,12 millió |
| 24.  | 2.  | Ask Not                        | Bruce Seth Green      | Ronald D. Moore                                                                                        | 2000. október 9.   | 4,32 millió |
| 25.  | 3.  | Surprise                       | Frederick King Keller | Toni Graphia                                                                                           | 2000. október 16.  | 4,78 millió |
| 26.  | 4.  | Summer of '47                  | Patrick Norris        | Gretchen J. Berg és Aaron Harberts                                                                     | 2000. október 23.  | 5,01 millió |
| 27.  | 5.  | The End of the World           | Bill L. Norton        | Jason Katims                                                                                           | 2000. október 30.  | 4,87 millió |
| 28.  | 6.  | Harvest                        | Paul Shapiro          | Fred Golan                                                                                             | 2000. november 6.  | 4,67 millió |
| 29.  | 7.  | Wipeout!                       | Michael Lange         | Gretchen J. Berg és Aaron Harberts                                                                     | 2000. november 13. | 4,85 millió |
| 30.  | 8.  | Meet the Dupes                 | James A. Contner      | Toni Graphia                                                                                           | 2000. november 20. | 4,39 millió |
| 31.  | 9.  | Max in the City                | Patrick Norris        | Ronald D. Moore                                                                                        | 2000. november 27. | 4,14 millió |
| 32.  | 10. | A Roswell Christmas Carol      | Patrick Norris        | Jason Katims                                                                                           | 2000. december 18. | 4,23 millió |
| 33.  | 11. | To Serve and Protect           | Jefery Levy           | Breen Frazier                                                                                          | 2001. január 22.   | 3,73 millió |
| 34.  | 12. | We Are Family                  | David Grossman        | Gretchen J. Berg és Aaron Harberts                                                                     | 2001. január 29.   | 4,09 millió |
| 35.  | 13. | Disturbing Behavior            | James Whitmore, Jr.   | Ronald D. Moore                                                                                        | 2001. február 5.   | 4,18 millió |
| 36.  | 14. | How the Other Half Lives       | Paul Shapiro          | Történet: Gretchen J. Berg, Aaron Harberts és Breen Frazier Tévéjáték: Jason Katims és Ronald D. Moore | 2001. február 19.  | 3,27 millió |
| 37.  | 15. | Viva Las Vegas                 | Bruce Seth Green      | Gretchen J. Berg és Aaron Harberts                                                                     | 2001. február 26.  | 3,74 millió |
| 38.  | 16. | Heart of Mine                  | Lawrence Trilling     | Jason Katims                                                                                           | 2001. április 16.  | 4,11 millió |
| 39.  | 17. | Cry Your Name                  | Allan Kroeker         | Ronald D. Moore                                                                                        | 2001. április 23.  | 3,83 millió |
| 40.  | 18. | It's Too Late and It's Too Bad | Patrick Norris        | Gretchen J. Berg és Aaron Harberts                                                                     | 2001. április 30.  | 4,00 millió |
| 41.  | 19. | Baby, It's You                 | Rodney Charters       | Lisa Klink                                                                                             | 2001. május 7.     | 4,54 millió |
| 42.  | 20. | Off the Menu                   | Patrick Norris        | Russel Friend és Garrett Lerner                                                                        | 2001. május 14.    | 3,58 millió |
| 43.  | 21. | The Departure                  | Patrick Norris        | Jason Katims                                                                                           | 2001. május 21.    | 4,55 millió |

## 3. évad (2001-2002)
| Sor. | Év. | Cím                                           | Rendező               | Író                                | Premier            | Nézettség   |
| ---- | --- | --------------------------------------------- | --------------------- | ---------------------------------- | ------------------ | ----------- |
| 44.  | 1.  | Busted                                        | Allan Kroeker         | Jason Katims                       | 2001. október 9.   | 3,87 millió |
| 45.  | 2.  | Michael, the Guys and the Great Snapple Caper | Paul Shapiro          | Ronald D. Moore                    | 2001. október 16.  | 3,03 millió |
| 46.  | 3.  | Significant Others                            | Patrick Norris        | David Simkins                      | 2001. október 23.  | 3,00 millió |
| 47.  | 4.  | Secrets and Lies                              | Jonathan Frakes       | Russel Friend és Garrett Lerner    | 2001. október 30.  | 3,12 millió |
| 48.  | 5.  | Control                                       | Bill L. Norton        | Gretchen J. Berg és Aaron Harberts | 2001. november 6.  | 2,74 millió |
| 49.  | 6.  | To Have and to Hold                           | Frederick King Keller | Ronald D. Moore                    | 2001. november 13. | 2,90 millió |
| 50.  | 7.  | Interruptus                                   | Bruce Seth Green      | David Simkins                      | 2001. november 20. | 2,87 millió |
| 51.  | 8.  | Behind the Music                              | Jonathan Frakes       | Russel Friend és Garrett Lerner    | 2001. november 27. | 3,10 millió |
| 52.  | 9.  | Samuel Rising                                 | Patrick Norris        | Jason Katims                       | 2001. december 18. | 2,89 millió |
| 53.  | 10. | A Tale of Two Parties                         | Allan Kroeker         | Laura Burns és Melinda Metz        | 2002. január 1.    | 2,29 millió |
| 54.  | 11. | I Married an Alien                            | Patrick Norris        | Ronald D. Moore                    | 2002. január 29.   | 3,52 millió |
| 55.  | 12. | Ch-Ch-Changes                                 | Paul Shapiro          | Gretchen J. Berg és Aaron Harberts | 2002. február 5.   | 2,99 millió |
| 56.  | 13. | Panacea                                       | Rodney Charters       | Russel Friend és Garrett Lerner    | 2002. február 12.  | 2,70 millió |
| 57.  | 14. | Chant Down Babylon                            | Lawrence Trilling     | Ronald D. Moore                    | 2002. február 26.  | 2,95 millió |
| 58.  | 15. | Who Died and Made You King?                   | Peter B. Ellis        | Gretchen J. Berg és Aaron Harberts | 2002. április 23.  | 2,97 millió |
| 59.  | 16. | Crash                                         | Patrick Norris        | David Simkins                      | 2002. április 30.  | 3,11 millió |
| 60.  | 17. | Four Aliens and a Baby                        | William Sadler        | Russel Friend és Garrett Lerner    | 2002. május 7.     | 2,81 millió |
| 61.  | 18. | Graduation                                    | Allison Liddi-Brown   | Jason Katims és Ronald D. Moore    | 2002. május 14.    | 2,85 millió |